# Stan Armitage
Stanley Albert „Stan“ Armitage (* 5. Juni 1919 in Woolwich, London; † 1997 in Greenwich, London) war ein englischer Fußballspieler.

## Karriere
Armitage, der den Spitznamen „Ticky“ trug, erhielt im Mai 1938 einen Profivertrag beim Londoner Klub Charlton Athletic, zuvor hatte er als Halbstürmer bei Bostall Heath gespielt. Bereits im Sommer 1938 musste er sich einer Knieoperation unterziehen, bis zum Ausbruch des Zweiten Weltkriegs und der damit verbundenen Einstellung des regulären Spielbetriebs kam er in acht Reservepartien zum Einsatz. Während der Kriegshandlungen kam er nur 1944 zu einem Auftritt für Charltons Reserveteam. Armitage diente bei der Royal Navy an Bord der Royal Sovereign, zunächst im Nordatlantik später im Indischen Ozean. Nachdem das Schiff an die Sowjetunion abgetreten wurde, war Armitage ab 1944 in Portsmouth stationiert. Für das dortige Militärteam Royal Navy Depot trat er im Kent Senior Cup an. Nach seiner Entlassung aus dem Militärdienst trat er in der Saison 1945/46 wieder regelmäßig für Charltons Reserveteam in Erscheinung.
Im August 1946 wechselte er innerhalb Londons in die Football League Third Division South zu den Queens Park Rangers, bei denen er als Mittelstürmer vorgestellt wurde. Möglicherweise hatte hierzu seine Leistung in der Vorsaison beigetragen, als er in einem Reservespiel zwischen Charlton und den Queens Park Rangers vier Tore erzielte. Armitage kam im September 1946 in den Ligapartien gegen den FC Reading (2:0) und Crystal Palace (0:0) als linker Halbstürmer zum Einsatz, im restlichen Saisonverlauf setzte Trainer Dave Mangnall aber zumeist auf Cyril Hatton oder Don Mills, als der Klub hinter Cardiff City Vizemeister wurde. Zur Saison 1947/48 war er Spieler in der Southern League bei Gravesend & Northfleet.